# Лісне (Бійський район)
Лісне́ (рос. Лесное) — село у складі Бійського району Алтайського краю, Росія. Адміністративний центр Лісної сільської ради.

## Населення
Населення — 1991 особа (2010; 2108 у 2002).
Національний склад (станом на 2002 рік):
- росіяни — 97 %